# Ejército Nacional de Panamá
El Ejército Nacional de Panamá, también llamado Ejército Nacional, fue un cuerpo militar que fue las fuerzas armadas de la República de Panamá tras la separación de Panamá de Colombia, existente entre los años 1903 y 1904. El cuerpo se formó a base del Batallón Colombia, el mismo era un batallón del Ejército Nacional de Colombia, batallón que estaba designado y encargado de la defensa y protección del istmo de Panamá, cuando Panamá se separa de Colombia el 3 de noviembre de 1903, las unidades pertenecientes al batallón forman al Ejército Nacional de Panamá, como entidad panameña encargada de garantizar la soberanía del país. El general Esteban Huertas era el comandante del Batallón Colombia y cuando este se une a la gesta separatista panameña y posteriormente se da la separación de Panamá de Colombia este se convierte en el comandante en jefe del Ejército Nacional de Panamá. 
En un inicio el Ministerio de Guerra y Marina era la institución creada por la Junta Provisional de Gobierno en el año 1903 para que fuese de la mano y regulara al Ejército Nacional, sin embargo el ministerio fue disuelto en febrero de 1904 como parte del plan del gobierno del presidente Manuel Amador Guerrero de instaurar a las secretarías de estado, por lo que en su reemplazo se crea la Secretaría de Guerra y Marina. 
En noviembre del año 1904, el Ejército Nacional casi protagoniza un golpe de Estado contra el gobierno panameño, debido a la desconfianza y a las decisiones que se habían estado tomando sobre el ejército y sus unidades, sin embargo esto nunca se llegó a concretar, más tarde, los Estados Unidos presionan y convencen al gobierno panameño de que mantener un ejército permanente podría poner en peligro al gobierno legalmente constituido de Panamá y la seguridad de la Zona del Canal de Panamá, el cual estaba bajo control estadounidense, y que por ende, que debía ser abolido y en su lugar se debería crear una guardia rural con funciones netamente policiacas. 
Por lo que posteriormente, en noviembre de ese mismo año, el gobierno de Panamá abolió al Ejército Nacional y en su lugar estableció al Cuerpo de Policía Nacional, el cual heredó y usó las armas que alguna vez usó el Ejército Nacional de Panamá, hasta el año 1912 cuando los Estados Unidos le exigieron al gobierno panameño que se entregaran todas las armas del Cuerpo de Policía al Ejército de los Estados Unidos para evitar los choques fronterizos que se estaban dando.

## Historia

### Antecedentes

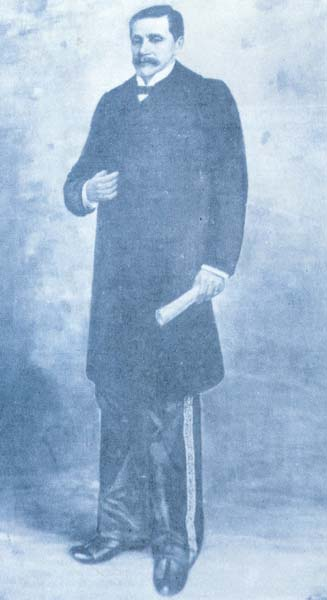
Retrato del general Carlos Albán.

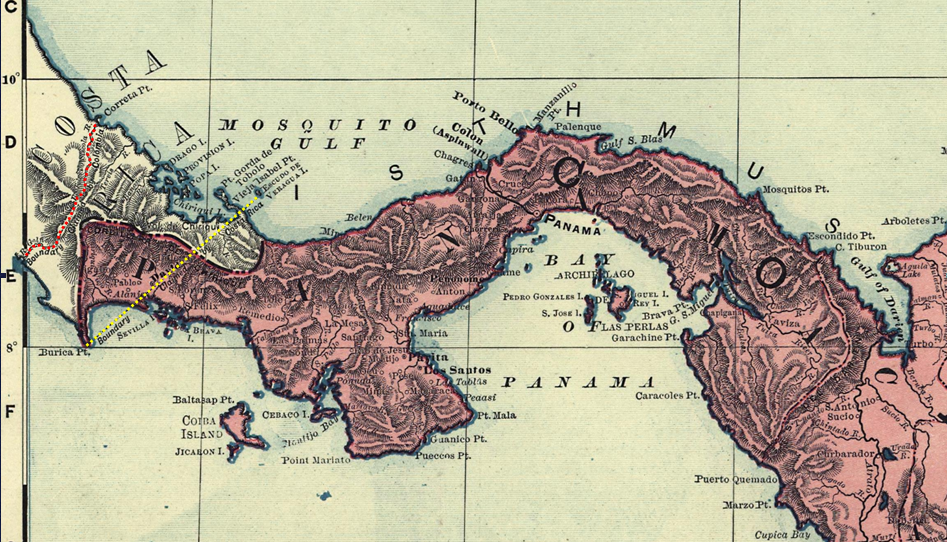
Mapa del istmo de Panamá en el año 1898.

Los antecedentes del Ejército Nacional de Panamá se encuentran en la guerra de los mil días y en la posterior separación de panamá de Colombia. Durante la guerra de los mil días se libraron batallas en el istmo de panamá entre las fuerzas del partido liberal y el partido conservador, antes del conflicto, el Batallón Colombia era la unidad del Ejército Nacional de Colombia establecido y designado en el istmo de Panamá para su defensa y protección, y cuando estalla la guerra de los mil días en el año 1899, el Batallón Colombia lucha del bando de las fuerzas conservadoras bajo el comando del general Carlos Albán, posteriormente en el año 1902 durante un enfrentamiento naval en la bahía de Panamá, el general Carlos Albán muere y el en ese entonces Artillero Jefe Esteban Huertas asume como comandante del Batallón Colombia, tras la finalización de la guerra de los mil días, Esteban Huertas permanece como el comandante del Batallón Colombia, destacado en Panamá.

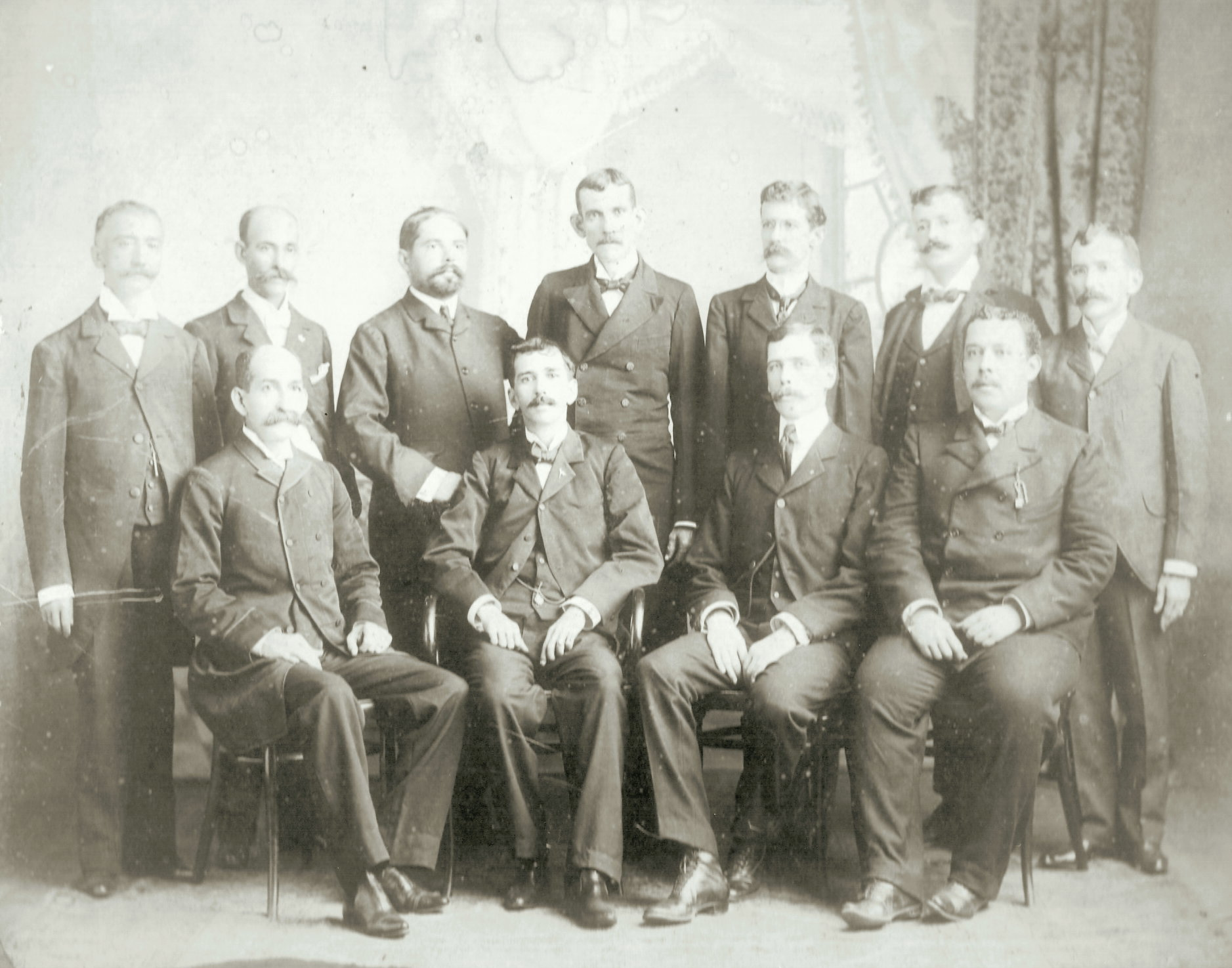
Concejo Municipal de 1903, quien declaró la separación de Panamá de Colombia.

El Batallón Colombia, bajo el comando del general Esteban Huertas y sus tropas, eran muy conocidos por las personas de la región debido a la larga instancia del batallón en el istmo de Panamá, por lo que se habían ganado la simpatía de las personas. Cuando en el istmo de Panamá surge el movimiento rebelde separatista, Esteban Huertas, comandante del Batallón Colombia, se les une a estos y cuando los generales Juan Tovar y Ramón Amaya son enviados al istmo para establecer el control civil y militar, debido a los rumores generados sobre una gesta separatista, se organiza un plan para impedir que esto pase y poder llevar a cabo la separación. Después de desembarcar en la Ciudad de Colon, los generales Tovar y Amaya son separados del Batallón Tiradores, el cual comandaban y cuando llegan a la Ciudad de Panamá son recibidos por el general Esteban Huertas, quien los distrajo mientras esperaban la supuesta llegada de los soldados del Batallón que comandaban. Finalmente después de varias horas, el general Esteban Huertas ordena el arresto de los generales Tovar y Amaya, lo cual permitió posteriormente sin problemas esa misma tarde del 3 de noviembre de 1903, la separación de Panamá de Colombia.

### Formación

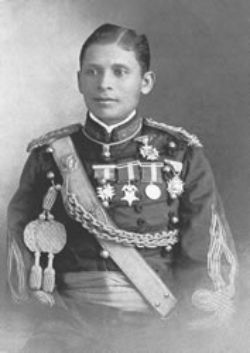
Retrato del general Esteban Huertas López.

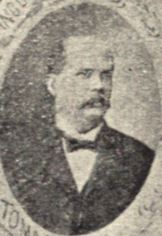
Tomás Arias Ávila

Cuando Panamá se separa de Colombia en el año 1903, también se separa consigo el Batallón Colombia, el cual pertenecía al Ejército Nacional de Colombia y era el batallón designado al istmo de Panamá. Posterior a la separación, se forma el Ejército Nacional de Panamá a base del antiguo Batallón Colombia y el general Esteban Huertas se convierte en el comandante en jefe de esta entidad, días más tarde, la Junta Provisional de Gobierno crea al Ministerio de Guerra y Marina y el 5 de noviembre de 1903, la junta nombra al general Nicanor de Obarrio como Ministro de Guerra y Marina. El general Esteban Huertas había sido una figura importante durante la separación del istmo, debido a que fue gracias a su orden de arresto de los generales Tovar y Amaya cuando fueron enviados al istmo para establecer el control civil y militar, que se pudo lograr la separación de Panamá de Colombia sin mayores problemas, fue por esto y por la larga instancia en el istmo del Batallón Colombia, que el general Huertas y los efectivos del antiguo batallón que ahora componían al Ejército Nacional de Panamá, se había ganado la popularidad entre las personas.

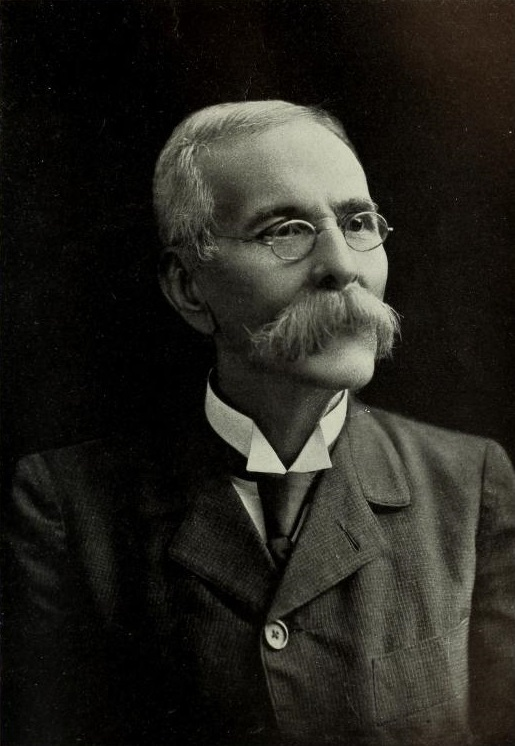
Retrato del presidente Manuel Amador Guerrero.

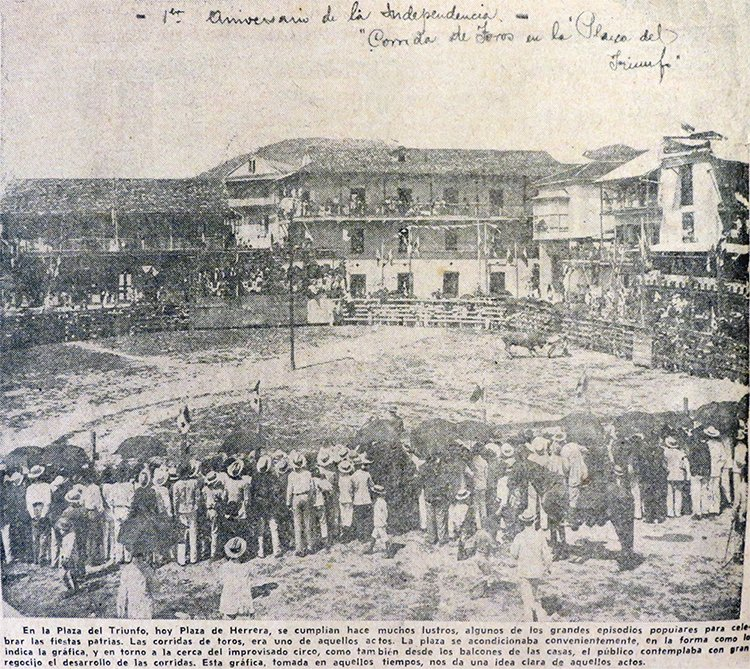
Fiestas patrias de noviembre de 1904.

Es por esta razón, que naturalmente los políticos del Partido Liberal, opositor al Partido Conservador, partido que tenía una predominancia en los cargos ocupados en el gobierno en ese entonces, siempre estaban cuestionando todas las acciones del gobierno y al mismo tiempo estaban buscando ganarse la amistad y simpatía del general Esteban Huertas, en su cargo de comandante en jefe del Ejército Nacional, esto lo hacían por medio de regalos, invitaciones a fiestas, brindis y halagos hacia su personalidad, que el general terminaba aceptando con mucha gratitud, irónicamente, los políticos del Partido Conservador, partido al cual pertenecía el general Esteban Huertas, no pensaban que un ejército era necesario en el istmo y creían que debían confiarle la seguridad del país a los Estados Unidos, por lo que se empezaron marcar opiniones divididas entre el general Huertas y sus partidarios en el Partido Conservador. Cuando en el año 1903 la Junta Provisional de Gobierno convoca a la Asamblea Nacional Constituyente para la redacción de una constitución política, la asamblea cambia las denominaciones de los ministerios, que Panamá había heredado de Colombia al separarse de la misma en 1903, de forma que cuando se aprueba la constitución política en febrero de 1904 y entra en vigencia el gobierno del primer presidente elegido constitucionalmente del país, Manuel Amador Guerrero, quien pertenecía al Partido Conservador, se instauran las secretarías de estado y se disuelve el Ministerio de Guerra y Marina, siendo el general Nicanor de Obarrio el primer y último ocupante del cargo de Ministro de Guerra y Marina, en su lugar se estableció la Secretaría de Guerra y Marina, por otra parte, Tomás Arias, estuvo encargado de la primera reducción del Ejército Nacional, por lo que le tocó informarle al general Huertas, que a partir del 1 de abril de ese año el número de efectivos del Ejército Nacional quedaría reducido a 250 y que el resto de los efectivos debía licenciarse, todo esto como parte de un proceso que apuntaba al desmantelamiento de la agenda militar en Panamá, por parte de la mayoría del Partido Conservador en el gobierno. Debido a que la popularidad del comandante en jefe del Ejército Nacional, Esteban Huertas, y sus tropas, era muy grande entre las personas, el culto hacia su personalidad era cada vez más evidente y se estaba haciendo de forma abierta, con un carácter de descontento e inaceptabilidad hacia las decisiones tomadas por el gobierno con respecto al Ejército Nacional, con insinuaciones que se interpretaban como una invitación a un golpe de Estado, esto provocó que para los primeros 4 meses del año 1904, después de haberse aprobado la constitución política y la entrada en el poder del presidente Amador Guerrero, el enviado extraordinario y ministro plenipotenciario de Estados Unidos en Panamá, William Buchanan, dio su opinión sobre que el Ejército Nacional de Panamá debía ser eliminado y en su reemplazo se debería crear una guardia rural con labores puramente policiacas y que no contase con un mayor poderío, para evitar que en un futuro existieran problemas y trastornos con el gobierno legalmente constituido de Panamá.
En el mes de noviembre de 1904, después de haberse realizado las celebraciones del primer aniversario de Panamá como nación independiente, el general Esteban Huertas envía una carta con un carácter fuerte al presidente Amador Guerrero, donde el comandante en jefe del ejército se identificaba más con las opiniones del Partido Liberal, partido opositor a la mayoría de los cargos ocupados en el gobierno, pertenecientes al Partido Conservador, y donde también exigía al presidente la destitución del ministro de educación, Nicolás Victoria y el ministro de relaciones exteriores, Tomás Arias, bajo el argumento de que los ocupantes de los cargos no estaban desempeñando con patriotismo y acierto sus labores correspondientes. El presidente Amador Guerrero se encontraba en una delicada situación entre la espada y la pared, aún favoreciendo la abolición del Ejército Nacional, aunque el presidente no sabía como enfrentarse a los problemas. Debido a que se sentía un ambiente tenso entre los simpatizantes del general Esteban Huertas, quienes defendían la idea de mantener al Ejército Nacional y el gobierno panameño que insistía en buscar desmantelarlo y confiar en la seguridad de Estados Unidos, les llega un mensaje a los opositores del gobierno, advirtiendo que los Estados Unidos verían con el mayor desagrado, cualquier intento de derrocar al gobierno de Panamá.

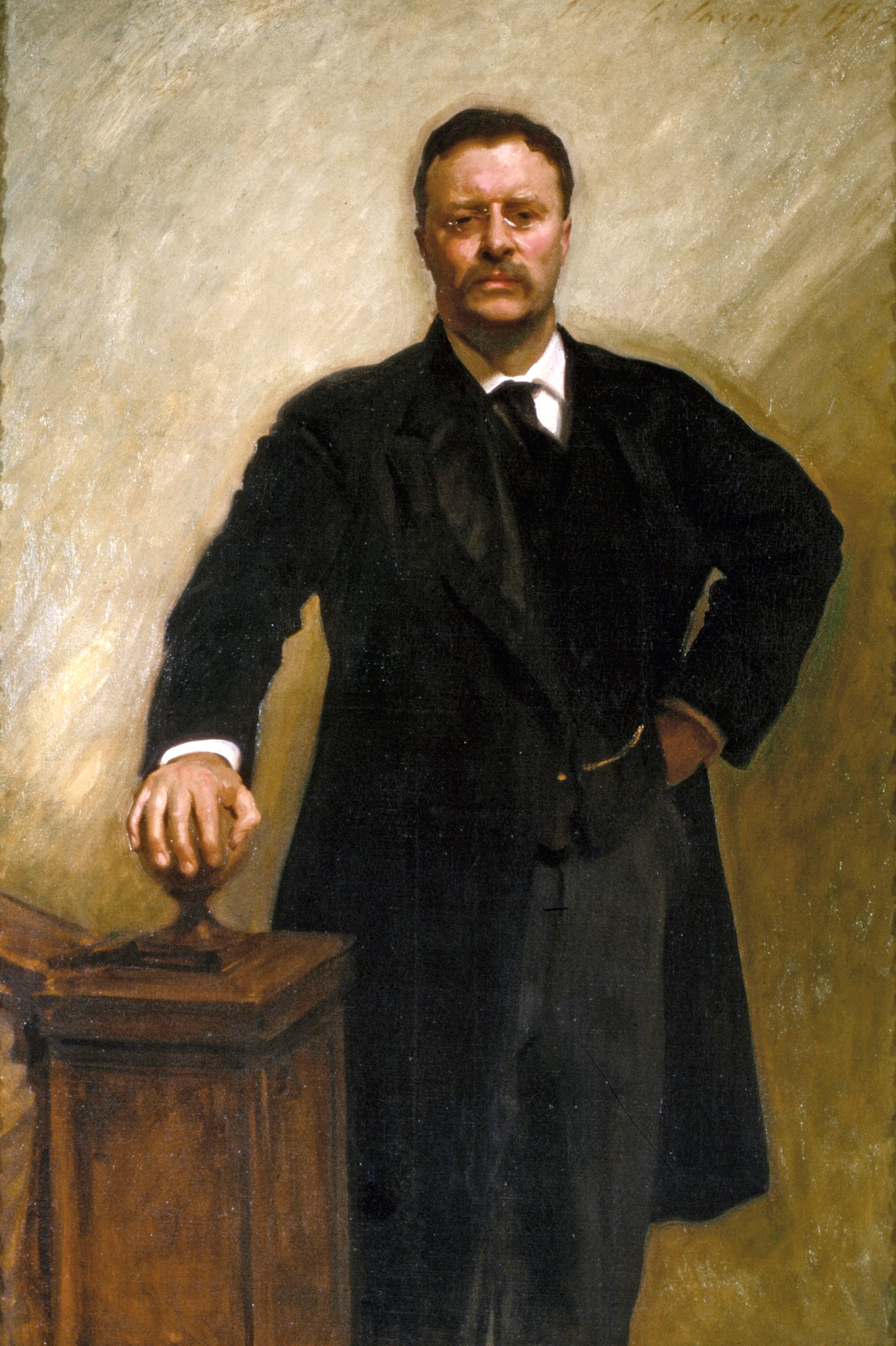
Retrato del presidente estadounidense Theodore Roosevelt.

### Intento de Golpe de Estado
En las fiestas del 3 de noviembre de ese año, cuando se celebraba el aniversario de la separación de Panamá de Colombia, el general Esteban Huertas, en su cargo de comandante en jefe del Ejército Nacional de Panamá, dio un discurso donde él era la atención principal en medio de las celebraciones y desde allí lanzó un comunicado al pueblo, donde prácticamente se visualizaba a sí mismo como el futuro jefe de Estado y de gobierno de Panamá, después de haberse concluido un golpe de Estado donde sería derrocado el presidente Amador Guerrero. Sin embargo, mientras todo esto sucedía en Panamá, en Estados Unidos era reelegido el presidente Theodore Roosevelt, quien le dio un respiro a los tensos momentos que estaba viviendo el presidente Amador Guerrero y su gobierno, ya que el presidente estadounidense patrocinaba y apoyaba la idea abolir al Ejército Nacional de Panamá y por ende, apoyaba la permanencia del gobierno del presidente Amador Guerrero ante cualquier intento de golpe de Estado. En cambio, a pesar de la reafirmación de este innegable apoyo de Estados Unidos hacia el gobierno panameño, una semana después de las celebraciones del 3 de noviembre, se aborto un golpe de Estado liderizado por el general Esteban Huertas contra el gobierno panameño, donde casi fue arrestado el presidente Amador Guerrero, quien fue asegurado por parte de consejos del Encargado de Negocios de la embajada de Estados Unidos en Panamá, Mr. Lee.

### Abolición del Ejército

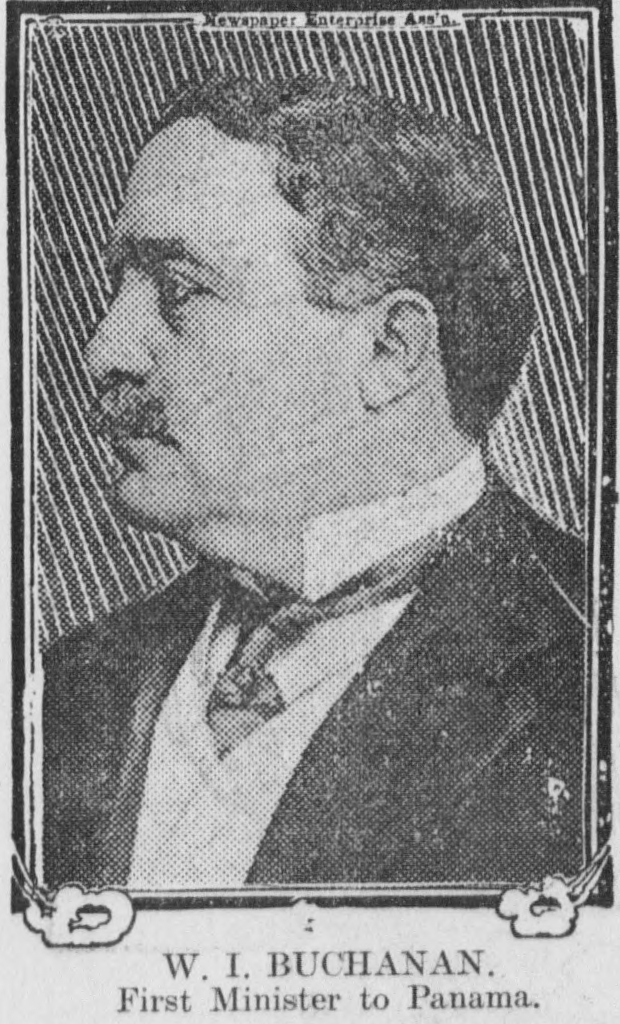
William Insco Buchanan

El nuevo embajador de los Estados Unidos en Panamá, también concordaba la misma con la idea que había propuesto el antecesor de su cargo, William Buchanan, sobre la eliminación del ejército panameño, idea que el presidente Amador Guerrero y su gabinete aprobaron inmediatamente, esto provocó que se ordenara la destitución del general Esteban Huertas en su cargo de comandante en jefe del ejército y la abolición del Ejército Nacional. Después de que el presidente Amador Guerrero le solicitara la renuncia del cargo al general Huertas, muchos de los amigos y compañeros del mismo se opusieron y le aconsejaron que tratara de resistiera y no presentara su renuncia del cargo al presidente Amador Guerrero, sin embargo, la realidad de la situación era que el gobierno panameño contaba con el innegable apoyo de los Estados Unidos, por lo que el general Esteban Huertas, como comandante en jefe del ejército, finalmente terminó por ceder y presentó su renuncia del cargo al presidente Amador Guerrero el 18 de noviembre, renuncia que fue aceptada inmediatamente.
En esos momentos, cuando se ordena la abolición del Ejército Nacional de Panamá, el mismo estaba formado por unas 250 unidades, las cuales habían sido reducidas a ese número desde el 1 de abril de ese año, cuando el secretario de gobierno y relaciones exteriores de ese entonces, Tomás Arias, había ordenada su reducción, aun así, las 250 unidades eran consideradas una fuerza respetable en aquellos momentos. A las unidades que pertenecían al ejército, se les prometió que se les darían un mes de salario pagado y repartido entre dos partidas, idea que las unidades tuvieron que aceptar a regañadientas y con signos de rebeldía, pero que al final todas las unidades aceptaron. Tras presentar su renuncia, al general Huertas se le ofrece un sueldo mensual de quinientos pesos como jubilación, sueldo que al principio el general rechaza, pero que después de analizar la situación, finalmente terminó aceptando, después de eso, Huertas se retira a una propiedad que tenía en Aguadulce, en la provincia de Coclé.

## Fuerza
Se desconoce el número exacto de unidades del Ejército Nacional cuando fue formado en 1903, pero desde el 1 de abril de 1904 el ejército se redujo a unas 250 unidades, por orden del entonces secretario de gobierno y relaciones exteriores, Tomás Arias. Cuando se ordenó la abolición del ejército, el Ejército Nacional solo contaba exclusivamente con las 250 unidades de la anterior reducción, los cuales para su entonces, se les consideraba una fuerza militar considerable en el territorio, a las unidades de la fuerza militar se les prometió el salario de un mes, el cual al principio no fue muy bien aceptado por las unidades, pero finalmente todos aceptaron.

## Comandancia

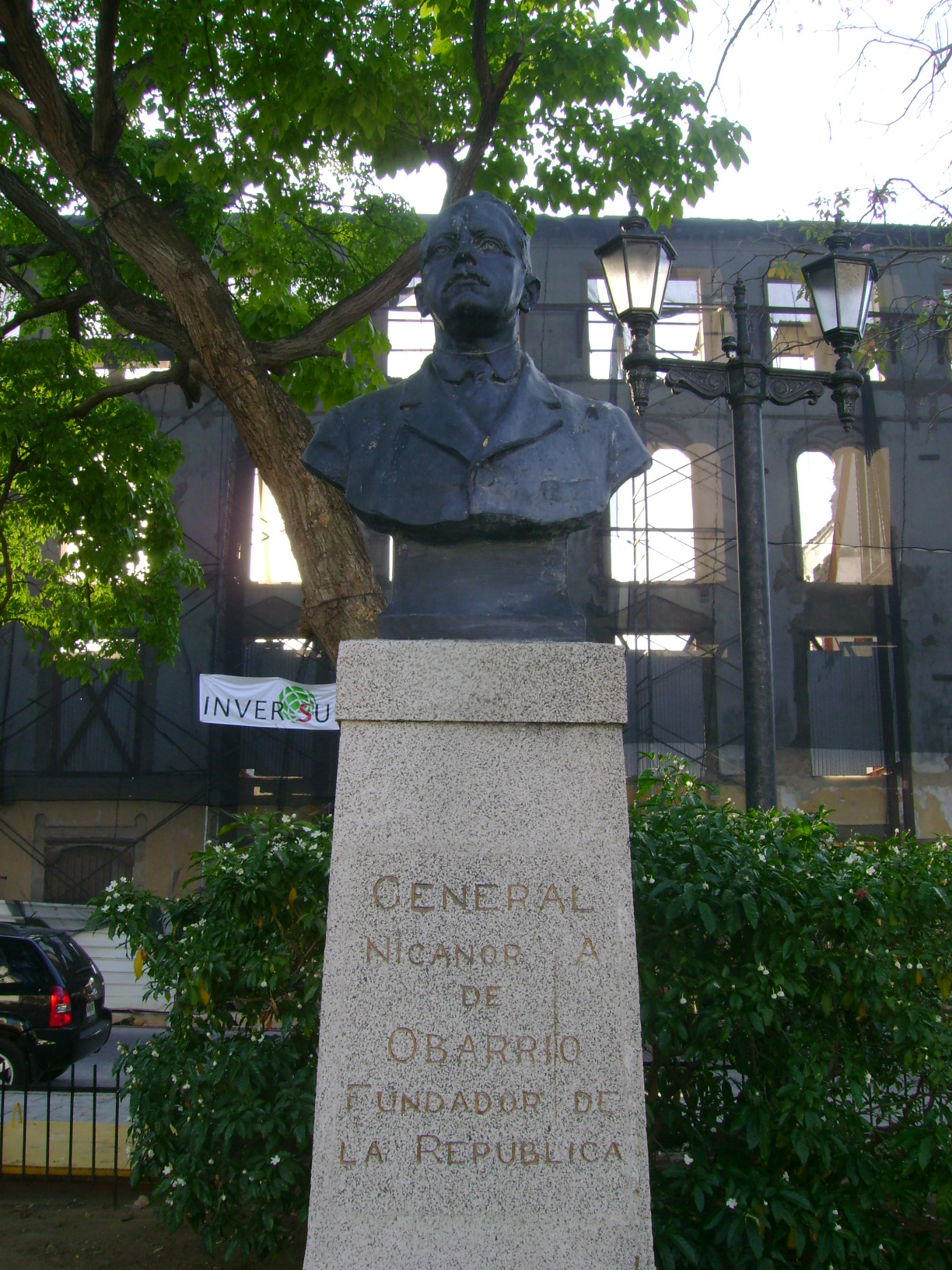
Busto del general Nicanor de Obarrio.

La autoridad máxima legalmente constituida del Ejército Nacional de Panamá era el ministro de Guerra y Marina, el cual pertenecía al Ministerio de Guerra y Marina, en cambio, tras la entrada en el poder del gobierno del presidente Amador Guerrero, el cargo de ministro de guerra y marina fue destituido debido a la disolución del Ministerio de Guerra y Marina y a la instauración de las secretarías de estado, siendo el general Nicanor de Barrio, el primer y último ocupante del cargo, como reemplazo del Ministerio de Guerra y Marina, se implantó la Secretaría de Guerra y Marina, sin embargo, desde antes de la disolución del Ministerio de Guerra y Marina y la creación de la Secretaría de Guerra y Marina, quien tenía el control efectivo de las unidades del Ejército Nacional, era el que ocupaba el cargo de comandante en jefe del ejército, el cual su primer y último titular siempre fue el general Esteban Huertas, el general Huertas siempre contó con el apoyo de la unidades del ejército durante toda su estancia en el cargo. La segunda autoridad más importante después del cargo de comandante en jefe del ejército, era el jefe del estado mayor del ejército, el cual su último titular fue el general Gutiérrez Viana.

### Últimos Titulares
Últimos titulares de los cargos de ministro de guerra y marina, comandante en jefe del ejército y jefe del estado mayor del ejército, antes de la disolución del Ministerio de Guerra y Marina y la abolido el Ejército Nacional de Panamá en 1904.
| Cargo                              | Último titular                 | Destitución             |
| ---------------------------------- | ------------------------------ | ----------------------- |
| Ministro de Guerra y Marina        | General Nicanor de Obarrio     | Febrero de 1904         |
| Comandante en Jefe del Ejército    | General Esteban Huertas        | 18 de noviembre de 1904 |
| Jefe del Estado Mayor del Ejército | General Aníbal Gutiérrez Viana | Noviembre de 1904       |

## Acuartelamiento

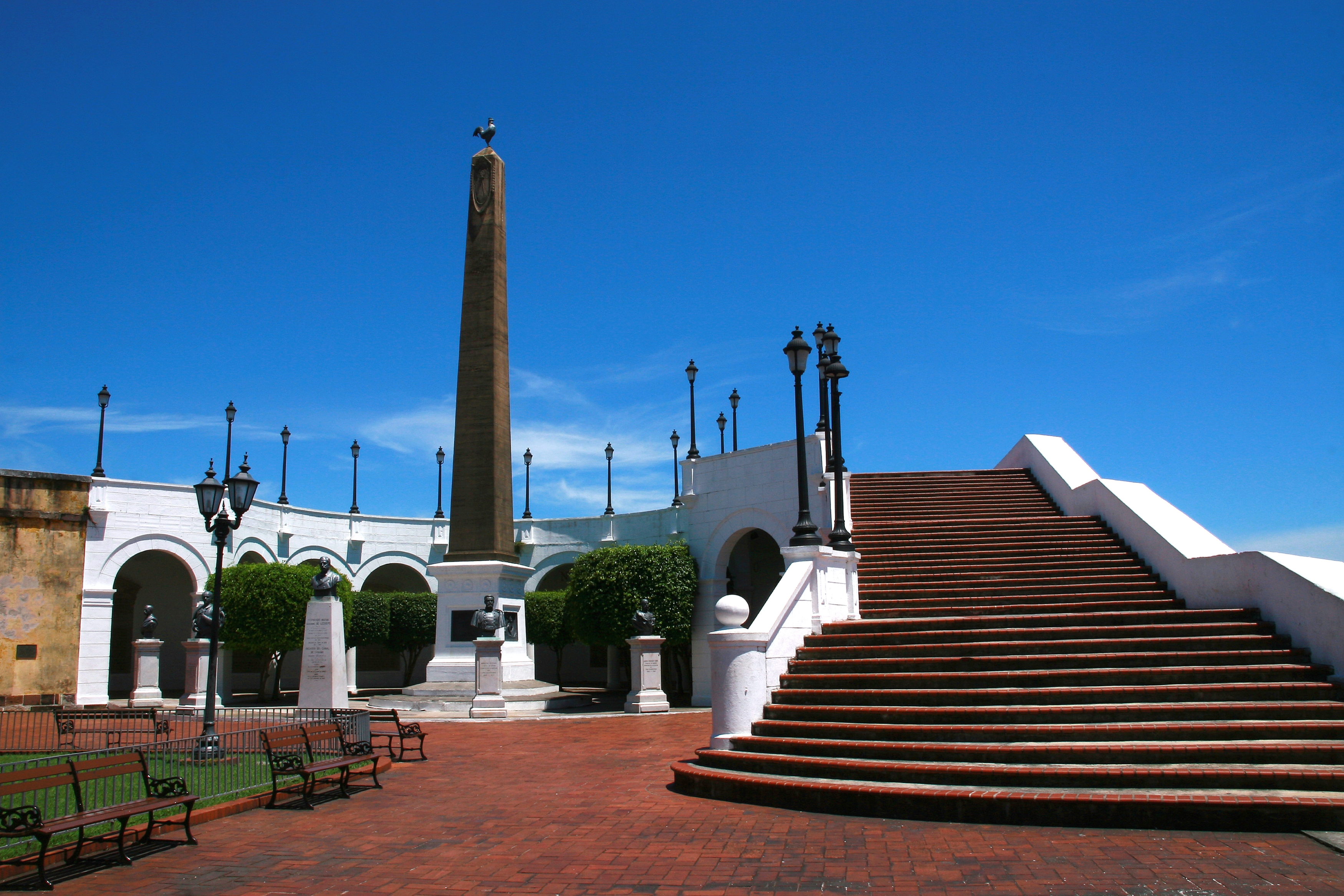
Plaza de Francia, construida sobre el patio del antiguo Cuartel Chiriquí.

El acuartelamiento principal del Ejército Nacional de Panamá estaba en la Ciudad de Panamá, más específicamente en el Cuartel Chiriquí, lugar que actualmente es conocido de forma popular como Las Bóvedas, el lugar había servido como cuartel y prisión desde la época colonial, en el cuartel también había estado asentado el Batallón Colombia y cuando se forma el Ejército Nacional de Panamá, el cuartel se convierte en el lugar de asentamiento de la misma. En el Cuartel Chiriquí también se guardaban las armas del ejército y era el lugar de trabajo y reunión de todas las autoridades del Ejército Nacional, entre oficiales, jefe y comandantes, también era allí donde se dictaban las órdenes y comunicados para las unidades del ejército, en la plaza del Cuartel de Chiriquí era donde se realizaban las paradas militares y las conmemoraciones de la fuerza militar.

## Organización
Inicialmente la entidad superior y encargada de ir de la mano con el Ejército Nacional de Panamá era el Ministerio de Guerra y Marina, creado en 1903 por la Junta Provisional de Gobierno, cuyo primer y último ministro fue el general Nicanor de Obarrio. En febrero de 1904 se disuelve el Ministerio de Guerra y Marina y en su lugar se crea la Secretaría de Guerra y Marina como parte del plan de la implantación de las secretarías de estado.

### Estructura
La estructura del Ejército Nacional de Panamá estaba compuesta en batallones de combate, cada batallón era comandado por un comandante en jefe, el mismo también contaba con un ayudante general en sus funciones. Durante toda la existencia del Ejército Nacional de Panamá, el batallón más importante y destacado fue el Batallón 1° del Istmo, el cual fue comandado por varios generales durante toda la existencia del Ejército Nacional, a medida que se iban desarrollando las situaciones, al igual que el resto de las unidades del ejército, fue disuelto cuando el general Esteban Huertas presenta su carta de renuncia y se ordena la abolición el Ejército Nacional de Panamá en noviembre de 1904.

## Armamento

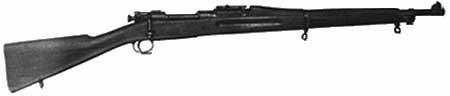
Ejemplo de Rifle, Springfield M1903, usado masivamente entre 1903 y 1957.

No se tiene un registro oficial que diga con exactitud la cantidad de armas que poseía el Ejército Nacional de Panamá entre 1903 y 1904, sin embargo, se sabe que el Ejército Nacional de Panamá heredó las armas que tenía el antiguo Batallón Colombia, el cual estaba destacado en el istmo, por ende, se sabe que las armas que heredó el Ejército Nacional, eran armas que el Batallón Colombia había usado con anterioridad durante la Guerra de los mil días, entre 1899 y 1902, y que por ende las unidades que ahora conformaban al ejército tenían algo de experiencia usándolas. Tras la disolución del Ejército Nacional de Panamá en 1904, se crea el Cuerpo de Policía Nacional, cuerpo que también heredó las armas del Ejército Nacional, más tarde, en el año 1912, el presidente Belisario Porras compró rifles de alto calibre para el Cuerpo de Policía Nacional, lo que incrementó los enfrentamientos clandestinos que se estaban dando en las fronteras con la Zona del Canal de Panamá, entre unidades del cuerpo policial panameño y el Ejército de los Estados Unidos, por lo que el gobierno estadounidense exigió al gobierno panameño que se entregaran todas las armas de alto calibre al ejército estadounidense para evitar que estos conflictos continuaran.